# Fantagio
Fantagio（韓語：판타지오）是一家韓國綜合娛樂公司，事業領域包括藝人企劃、唱片製作、海外公演、電影及電視劇製作等。

## 发展
2008年由韓國Sidus HQ投資成立，前稱「NOA娛樂」（Network Of Asia），後於2011年更名為「Fantagio」，是結合「Fantasy」、「Origin」的意思。
2017年12月28日，創辦人羅丙俊被持有50.07%股份的最大股東中國金誠集團單方面辭退，執行中方代表理事單獨管理體制。
2018年1月25日，羅丙俊宣佈正式請辭。3月16日，羅丙俊公佈成立STARDIUM經紀公司。
2020年4月，L&A Holdings從Fantagio的中國籍最大股東Gold Finance Korea（金誠集團子公司）手中收購股份，成為Fantagio的最大股東。

## 現有藝人

### 演員
| - 白潤植 - 徐庆锡（2023年—） - 李正秀 - 金努林 - 陈建玗 - 韓基燦 - 磪峻榮 - 李钟旭 - 白瑞斌 - 安世民 - 徐俊 - 林志燮 - 郑敏圭（2023年—） - 鄭義諸（2023年—） - 裴智烷 - 李济延（2025年—） - 金宣虎（2025年—） | - 金美花（2021年—） - 強藝元（2023年—） - 赵仁（2021年—） - 朴叡鄰（2021年—） - 崔允羅 - 金玄（2021年—） - 秦秀賢 - 文柳彬 - 朴海印（2022年—） - 金是弦（2022年—） - 赵艺琳 - 孔敏贞（2024年—） - 金度延（2016年—） - 磪有情（2016年—） - 李聖經（2025年—） |

### 歌手
| 男歌手 - 邕聖祐 - 李昌燮（2023年—） | 組合 - ASTRO（MJ、JIN JIN、車銀優、文彬、尹產賀） - LUN8（Yuma、Chael、Jin Su、Takuma、Jun Woo、Do Hyun、Ian、Ji Eun Ho） |

### 企劃組合
- 宇宙Meki (雪娥、Luda、有情、度延)與STARSHIP娛樂、樂華娛樂合作

### 練習生
i-Teen 練習生
被公開的練習生雖然擁有關注度，但Fantagio暫未承認他們的正式藝人身份。練習生的訊息會透過「i-teen」等社交專頁公布，而他們的資料暫時不會登陸在Fantagio的官網。
- 金旼敘（THE ORIGIN - A, B, Or What?）
- 朴齋熏（THE ORIGIN - A, B, Or What?）
- Park Yong Gun（LOUD）
- Youn Dong Yeon（LOUD）

## 已離開藝人
| 男藝人 - 車賢宇 - 池珍熙 - 丁一宇 - 崔元英 - 河正宇 - 姜信澈 - 金多炫 - 金聖洙 - 金藝浚 - 孔劉 - 李天熙 - 李志勳 - 吳山河 - 尹熙錫 - 鄭敬淏 - 鄭泰祐 - 朱鎮模 - 鄭糠雲 - 楊鎮宇 - 金成均 - 延濟旭 - 尹燦英 - 唯一（5urprise） - 徐康俊（5urprise） - 孔明（5urprise） - 姜泰伍（5urprise） - 李泰煥（5urprise） - Rocky（ASTRO） - 金道慶 - 林賢成 - 尹挺赫 - 殷瑎成 - 金鉉書 - 金根洙 | 女藝人 - 成宥利 - 韓寶貝 - 黃寶羅 - 金賽綸 - 金姈愛 - 金瑞亨 - 金宣兒 - 金昭誾 - 金珠麗 - 孔曉振 - 林秀晶 - 徐珉志 - 趙胤熙 - 李昭娟 - 廉晶雅 - 尹承雅 - Alice（Hello Venus） - 娜拉（Hello Venus） - 姜漢娜 - 姜海林 - 韩世妍 - 玄在妍 - 全多仁（2022年—） - 朴宝仁 - 池秀娟（Weki Meki） - Elly（Weki Meki） - Sei（Weki Meki） - Lua（Weki Meki） - Rina（Weki Meki） - Lucy（Weki Meki） | 練習生 - 姜澯熙（現SF9成員澯熙） - 鄭粲右（現iKON成員粲右） - 金賢鐘（現ROMEO成員賢敬） - 朴志訓 （PRODUCE 101 第二季參與者、Wanna One成員） - 姜山（少年24成員） - 朱元鐸（PRODUCE 101 第二季參與者、前Underdog、RAINZ成員） - 鄭睿隣（GFRIEND成員Yerin） - 權彩媛（前DIA成員Eunchae） - 李秀敏（PRODUCE 101 參與者） - 文炫珠（PRODUCE 101 參與者、模特兒） - 金睿恩（Girls Planet 999） - 鄧紅海（BOYS PLANET） |

## 外部連結
- 官方網站（页面存档备份，存于）
- Fantagio的X（前Twitter）
- Fantagio的Facebook專頁
- YouTube上的Fantagio頻道
- Fantagio-BLOG（页面存档备份，存于）